# Caché (Film)
Caché (französisch für „verborgen“, „abgeschieden“) ist ein Spielfilm aus dem Jahr 2005 des österreichischen Regisseurs Michael Haneke, der auch das Drehbuch schrieb. Der Thriller wurde von den Filmstudios Les Films du Losange und Wega Film produziert. Am 18. November 2005 lief Caché in Österreich an. Am 26. Januar 2006 folgte der Filmstart in Deutschland.

## Handlung
Das Pariser Ehepaar Georges und Anne Laurent scheint ein komfortables und perfektes Leben zu führen. Georges ist Moderator einer populären Literatursendung im französischen Fernsehen, Anne arbeitet für ein Verlagshaus. Beide leben mit ihrem zwölfjährigen Sohn Pierrot, einem talentierten Schwimmer, in einem geräumigen Stadthaus in einer ruhigen kleinen Straße der französischen Hauptstadt. Nichts scheint das Idyll trüben zu können, doch Georges und Anne finden ein mysteriöses Päckchen auf ihrer Türschwelle. Es enthält eine Videokassette mit Ansichten ihres Hauses, über einen Zeitraum von zwei Stunden von der gegenüberliegenden Straßenseite aus aufgenommen – ein Unbekannter hat Georges und seine Familie heimlich auf Film gebannt, ohne einen Hinweis auf seine Identität oder Beweggründe zu hinterlassen. Georges beunruhigt dieser Vorfall mehr als Anne, die an einen verrückten Fan ihres Mannes als Urheber der Filmaufnahmen glaubt. Die Laurents unternehmen zunächst nichts, bis sie kurze Zeit später ein zweites Videoband erreicht. Diesem ist eine grobe Zeichnung beigelegt, die ein Kind zeigt, aus dessen Mund Blut fließt. Nun häufen sich auch anonyme Anrufe. Georges wendet sich an die Polizei, doch sieht diese in den mysteriösen Botschaften keine direkte Bedrohung und deshalb auch keinen Grund, Ermittlungen einzuleiten.
Georges wird zunehmend unsicher und gereizt. So beschimpft er bei einem Beinaheunfall auf der Straße einen jungen schwarzen Zuwanderer. Nachts träumt der Fernsehmoderator von einem blutverschmierten dunkelhäutigen Jungen, der ihn bedroht. Eine weitere Videobotschaft zeigt Georges’ Elternhaus nahe Aix-en-Provence. Der unbekannte Absender scheint ihn also gut zu kennen. Georges besucht dort seine Mutter, sie reden flüchtig über den algerischen Jungen Majid, der als kleines Kind kurz zur Familie gehörte, dann aber verschwunden ist. Eine weitere an die Laurents gelieferte Videokassette zeigt einen Wohnblock in Paris und eine bezifferte Wohnungstür. Georges hat einen Verdacht, den er aber nicht mit Anne teilen will, was diese ihm übelnimmt. Er begibt sich in die Sozialwohnung. Dort trifft er auf den etwa gleichaltrigen Majid, den er zunächst nicht erkennt; Majid hingegen weiß sofort, wer Georges ist, er kennt dessen Fernsehsendung. Er hält freundlich Georges’ Vorhaltungen stand und bestreitet, mit dem Stalking von Georges’ Familie etwas zu tun zu haben. Georges glaubt ihm nicht, bedroht ihn verbal und verlässt die Wohnung. Kurze Zeit später erhalten die Laurents ein weiteres Video, auf dem die Unterhaltung der beiden zu sehen ist. Nachdem Georges Anne gegenüber behauptet hatte, in der Sozialwohnung niemand angetroffen zu haben, ist er nun gezwungen, von Majid zu erzählen. Dessen Eltern hatten als Gastarbeiter auf dem Bauernhof von Georges’ Familie gearbeitet, während in ihrer Heimat der Unabhängigkeitskrieg gegen Frankreich tobte. Von einer Demonstration in Paris kehrten sie nicht mehr zurück, sie wurden eventuell im Laufe des Pariser Massakers vom 17. Oktober 1961 ermordet. Zunächst wollten die Eltern von Georges den algerischen Jungen adoptieren, Georges aber war als Sechsjähriger eifersüchtig und erzählte Lügen über Majid, der daraufhin weggebracht und ins Waisenhaus gesteckt wurde. Georges weist die Verantwortung für das Geschehene von sich, da er ja noch ein Kind gewesen sei.
Wenig später wird Georges zu seinem Chef bestellt, der ebenfalls ein Video der Unterhaltung bekommen hat. Auch Pierrot hat eine Karte bekommen. Dann spitzt sich die Situation zu, als Pierrot nicht wie gewöhnlich nach dem Training nach Hause kommt. Nachts alarmieren die Laurents die Polizei, Majid und sein jugendlicher Sohn werden festgenommen, bestreiten aber vehement, etwas mit Pierrots Verschwinden oder mit den Videos zu tun zu haben. Pierrot taucht am nächsten Tag wieder auf, er war nur bei einem Freund, erklärt aber nicht, warum er sich nicht gemeldet hat.
Majid bittet Georges per Telefon ein zweites Mal zu sich nach Hause. Zunächst bestreitet er erneut freundlich, etwas mit den Videos zu tun zu haben. Dann zieht er ein Messer; vor Georges’ Augen schneidet er sich unvermittelt selbst die Kehle durch und stirbt. Georges bleibt schockiert und ratlos zurück. Er geht ins Kino, spätabends kommt er nach Hause und erzählt Anne, was passiert ist, heute und damals. Georges hatte Majid angestiftet, auf dem elterlichen Bauernhof einem Hahn den Kopf abzuschlagen, und danach gegenüber seinen Eltern behauptet, Majid habe ihn damit erschrecken wollen. Das war der ausschlaggebende Grund dafür, dass Georges’ Eltern sich von Majid trennten.
An seinem Arbeitsplatz wird Georges von Majids Sohn aufgesucht, der erregt, aber höflich auf einem Gespräch insistiert. Er habe im Gegensatz zu seinem Vater die Chance auf eine gute Schulbildung bekommen und genutzt. Georges greift auch ihn verbal an und weist die Verantwortung für Majids Selbstmord von sich. Der Sohn bestreitet seinerseits ebenfalls glaubhaft, etwas mit den Videos zu tun zu haben. Am Ende des Gesprächs hat er, was er eigentlich wollte: einen Eindruck von Georges, dem Mann, den er für die Misere seines Vaters verantwortlich macht. Georges geht früher nach Hause, nimmt Tabletten, zieht die Vorhänge zu und legt sich ins Bett.
Am Ende des Films sieht man zunächst aus der Ferne, wie Majid als Kind gegen seinen Willen von Georges’ Elternhaus weggebracht und zum Waisenhaus gefahren wird. Dann, in einer letzten langen Einstellung, sieht man, wie Majids Sohn und Pierrot im Schülergetümmel vor dessen Schule miteinander sprechen.

## Entstehungsgeschichte
Caché basiert auf einem Original-Drehbuch von Michael Haneke und wurde von den Filmstudios Les Films du Losange und Wega Film in Koproduktion mit Bavaria Film und BiM Distribuzione sowie mit Unterstützung von Canal Plus, arte France Cinéma, arte/WDR, der Filmstiftung Nordrhein-Westfalen, ORF, dem Filmfonds Wien und dem Österreichischen Filminstitut realisiert. Haneke nimmt in seinem Film auch Bezug auf die Geschehnisse vom 17./18. Oktober 1961 (Massaker von Paris 1961), die den österreichischen Filmemacher maßgeblich dazu bewogen haben, Caché auf die Leinwand zu bringen. Pariser Polizisten erschossen, erschlugen und ertränkten in besagter Nacht ca. zweihundert Algerier. Claude Bourdet, Chefredakteur des France-Observateur, erfuhr vom Massaker durch schockierte Beteiligte und machte die Nachricht publik. Er wurde daraufhin vom Polizeipräsidenten wegen Beamtenbeleidigung gerichtlich belangt, und der Vorfall versandete in den Mühlen der Justiz. Der damalige Pariser Polizeipräfekt Maurice Papon war schon während des Vichy-Regimes für die Verhaftung und den Abtransport französischer Juden verantwortlich und verbüßte deswegen ab 1999 eine Haftstrafe. Das Massaker gilt in Frankreich als Tabuthema und wurde u. a. in Didier Daeninckx’ 1984 erschienenem Kriminalroman Karteileichen (Originaltitel: Meurtres pour mémoire) aufgegriffen.
Weitere Gründe für Haneke, den Film zu realisieren, waren zum einen sein Interesse daran, wie ein prinzipiell moralisch schuldfähiger Erwachsener damit umgeht, als schuldunfähiges Kind eine Tragödie verursacht zu haben. In der Figur des Georges und seiner Geschichte lotet Haneke im Film eine Variation dieses Themas aus. Zum anderen hatte Haneke ein Interesse daran, mit dem Schauspieler Daniel Auteuil zusammenzuarbeiten. Haneke sagt von Auteuil, er habe, ähnlich wie früher Jean-Louis Trintignant, etwas Geheimnisvolles an sich, das einem immer das Gefühl gebe, er habe etwas zu verbergen. Die Rolle des Georges hat Haneke dem Schauspieler auf den Leib geschrieben; auch für die meisten anderen Rollen hatte er beim Schreiben die entsprechende Besetzung schon vor Augen.
Die Produktionskosten des Films wurden auf acht Millionen Euro geschätzt. Die Dreharbeiten fanden hauptsächlich in Wien und Paris statt. Abgesehen von den Außenaufnahmen entstand der Film der besseren Kontrolle wegen in Studiosets. Haneke hielt sich szenisch strikt an das Drehbuch sowie an das von ihm produzierte Storyboard. Die beiden Hauptdarsteller Juliette Binoche und Daniel Auteuil berichten in einem Making-of von unterschiedlichen Erfahrungen mit Hanekes Schauspielerführung. Während Binoche sich mehr Freiheit bei der Interpretation ihrer Rolle gewünscht hätte, entwarf Auteuil das Bild eines Puzzles, in dem er nur ein Steinchen sei, das zusammen mit anderen am Ende ein Bild im Sinne des Regisseurs ergebe.

## Rezeption
Caché feierte am 14. Mai 2005 auf den Filmfestspielen von Cannes Premiere, wo er mit einer Reihe von Preisen ausgezeichnet und mit Werken des US-amerikanischen Regisseurs David Lynch (Mulholland Drive, Lost Highway) verglichen wurde. Nach einer weiteren Vorführung am 2. Juli 2005 in Paris und vier Tage später auf dem La Rochelle Film Festival, wurde Caché auf dem US-amerikanischen Telluride Film Festival gezeigt. Offizieller Kinostart in Frankreich war am 5. Oktober 2005. Der österreichische Kinostart erfolgte am 18. November 2005 unter dem französischen Originaltitel Caché. Bis Mitte des Jahres 2006 konnte der Film in Österreich, Frankreich, Belgien, Italien und Schweden (für andere Länder liegen keine Zahlen vor) über 800.000 Besuche verzeichnen – den Großteil davon, rund eine halbe Million, in Frankreich. In Österreich sahen 60.000 Kinobesucher den Film.
Von Kritikern wurde vor allem die kühle Inszenierung Hanekes gelobt, der bei seiner Verfilmung auf den Brechtschen Verfremdungseffekt zurückgreift und die bedrohlichen Videobotschaften so geschickt in die Realitätsebene des Films einbaut, dass der Zuschauer oft nicht zwischen diesen beiden Erzählkomponenten unterscheiden kann. Ebenfalls gerühmt wurden die französischen Darsteller Auteuil und Binoche für ihre schauspielerischen Leistungen als terrorisiertes Ehepaar.
2016 belegte Caché bei einer Umfrage der BBC zu den 100 bedeutendsten Filmen des 21. Jahrhunderts den 23. Platz.

## Kritiken
- „Caché“ ist angelegt wie eines der Gemälde von M. C. Escher, wo all die scheinbar verbundenen Wege und Treppen bei genauerem Hinsehen gar nicht verbunden sein können, eine räumliche Unmöglichkeit, die durch eine optische Täuschung zeitweilig außer Kraft gesetzt wird. (Die Welt)
- Michael Haneke hat mit „Caché“ einen feinen Film über Schuld und die Unfähigkeit zur Sühne gemacht … Auteuil spielt das grandios zurückgenommen, und Binoche gibt ihrer ohnehin extrem reduzierten Rolle ein unvergessliches Leuchten. Auch strukturell arbeitet Haneke mit allen Mitteln der Reduktion: Erst verlangsamt er das Tempo gegen alle Thriller-Erwartung, und am Ende steht der Zuschauer mit leeren Händen da. (Der Tagesspiegel)
- Trotz dieses Antipathieträgers in der Hauptrolle gelingt es Haneke, packend zu beschreiben, wie die lauernde Bedrohung Georges und seine Familie mehr und mehr zerrüttet und ihn selbst dazu zwingt, bis in seine Kindheit zurückzukehren. (Der Spiegel)
- Michael Haneke … hat mit „Caché“ eine hochkonzentrierte, kalte Geschichte nach Cannes gebracht, über der ein gar nicht so unbestimmtes Gefühl der Bedrohung liegt, die von an sich ganz harmlosen Videobändern ausgeht, die einer bildungsbürgerlichen Familie zugeschickt werden. Von wem, wird bis zum Ende nicht ganz klar, aber was in der Zwischenzeit mit der Familie geschieht und wie Daniel Auteuil und Juliette Binoche es spielen, wie sie beginnen, einander zu belauern, einander zu mißtrauen, das hebt den Film aus dem Wochenendprogramm heraus … europäisches Autorenkino in reiner, bester Form. (FAZ)
- Inspiration für die Story war das Massaker vom 17. Oktober 1961 in Paris, bei dem über 200 Menschen, die gegen den Algerienkrieg demonstrierten, von der Polizei getötet wurden. Das tragische Ereignis ist nie aufgeklärt worden und gilt in Frankreich bis heute als Tabuthema. (HÖRZU)

## Auszeichnungen
Michael Hanekes Thriller wurde auf den Internationalen Filmfestspielen von Cannes am 20. Mai 2005 der FIPRESCI-Preis der internationalen Filmkritik und der Preis der Ökumenischen Jury verliehen. Einen Tag später wurde der österreichische Filmemacher mit dem Regiepreis ausgezeichnet. Obwohl unter Kritikern als klarer Favorit für den besten Film gehandelt, unterlag Caché im Wettbewerb dem Drama Das Kind des belgischen Brüderpaares Jean-Pierre und Luc Dardenne. Ende Oktober 2005 wurde Caché auf dem Filmfestival von Valladolid zusammen mit Lars von Triers Drama Manderlay mit dem Sonderpreis zum 50-jährigen Bestehen der Festspiele prämiert. Bei der Verleihung des Europäischen Filmpreises am 3. Dezember 2005 konnte sich Caché u. a. gegen Susanne Biers Familiendrama Brothers – Zwischen Brüdern durchsetzen und wurde in fünf Kategorien ausgezeichnet: bester Film, beste Regie, Daniel Auteuil als bester Darsteller, bester Schnitt – und auch von FIPRESCI gab es einen weiteren Preis. Bei der Verleihung des französischen Filmpreises César war der Film in vier Kategorien nominiert, darunter Michael Haneke als bester Regisseur.

### César 2006
- nominiert in den Kategorien
  - Beste Regie
  - Bestes Original-Drehbuch
  - Bester Nebendarsteller (Maurice Bénichou)
  - Bester Nachwuchsdarsteller (Walid Afkir)

### Weitere
Internationale Filmfestspiele von Cannes 2005
- Beste Regie
- FIPRESCI-Preis
- Preis der ökumenischen Jury
- nominiert für die Goldene Palme als bester Film

Chlotrudis Awards 2007
- Bester Film
- Beste Regie
  - weiters nominiert
- Bester Hauptdarsteller
- Bestes Drehbuch

Europäischer Filmpreis 2005
- Bester Film
- Beste Regie
- Bester Darsteller (Daniel Auteuil)
- Bester Schnitt
- Europäischer FIPRESCI-Preis
  - nominiert in den Kategorien
    - Beste Darstellerin (Juliette Binoche)
    - Bestes Drehbuch
    - Beste Kamera

Hollywood Film Festival 2005
- nominiert für den Hollywood World Award als bester Film

Prix Lumières für das beste Drehbuch
Los Angeles Film Critics Association Awards 2005
- Bester fremdsprachiger Film

Valladolid Filmfestival 2005
- Sonderpreis

Online Film Critics Society Awards 2005
- nominiert in der Kategorie bester fremdsprachiger Film

Jury der Evangelischen Filmarbeit
- Film des Monats: Februar 2006